# ナリタブライアン
ナリタブライアン（欧字名:Narita Brian、1991年5月3日 - 1998年9月27日）は、日本の競走馬、種牡馬。
中央競馬史上5頭目のクラシック三冠馬であり、そのトレードマークから「シャドーロールの怪物」という愛称で親しまれた。1993年8月にデビューし、同年11月から1995年3月にかけてクラシック三冠を含むGI5連勝、10連続連対を達成し、1993年JRA賞最優秀3歳牡馬、1994年JRA賞年度代表馬および最優秀4歳牡馬に選出された。1995年春に故障（股関節炎）を発症したあとは低迷し、6戦して重賞を1勝するにとどまったが（GIは5戦して未勝利）、第44回阪神大賞典におけるマヤノトップガンとのマッチレースや短距離戦である第26回高松宮杯への出走によってファンの話題を集めた。第26回高松宮杯出走後に発症した屈腱炎が原因となって1996年10月に競走馬を引退した。引退後は種牡馬となったが、1998年9月に胃破裂を発症し、安楽死の措置がとられた。日本競馬史上最強と言われる競走馬の一頭である。
半兄に1993年のJRA賞年度代表馬ビワハヤヒデがいる。1997年日本中央競馬会 (JRA) の顕彰馬に選出された。

## 生涯

### 誕生・デビュー前
1991年5月3日、北海道新冠町にある早田牧場新冠支場にて誕生した。父・ブライアンズタイムは早田牧場が中心となったシンジケートが組まれてアメリカから輸入された種牡馬。本馬はその初年度産駒にあたる。母・パシフィカスにとって本馬は第5仔であるが、1989年にシャルードの産駒を宿した状態でイギリス・ニューマーケットで行われたノベンバーセールに上場され、牧場経営者の早田光一郎に3万1千ギニー（約560万円）で落札され、前年に半兄・ビワハヤヒデを出産していた。
早田や場長の太田三重によると、誕生後しばらくはこれといって目立つ馬ではなかったが、次第にその身体能力が鍛錬にあたった牧場スタッフによって高く評価されるようになった。1992年10月以降、資生園早田牧場新冠支場で行われた初期調教において調教を担当した其浦三義は、バネや背中の柔らかさ、敏捷性において半兄のビワハヤヒデをはるかに超える素質を感じたと述べている。また早田によると、初期調教が行われていた時期に複数の馬に牧場内の坂を上り下りさせる運動をさせたころ、ナリタブライアンだけまったく呼吸が乱れなかったという。一方で調教中に水たまりに驚いて騎乗者を振り落とすなど臆病な気性も見せた。
庭先取引によって山路秀則に購入され、中央競馬の調教師大久保正陽の厩舎で管理されることが決定した。早田によると、馬主が山路に、調教師が大久保に決定した経緯は以下の通りである。まず家畜取引商・工藤清正の仲介により大久保に紹介され、大久保が山路に購入を打診。山路と大久保が資生園早田牧場を訪れ購入が決定した。大久保はのちに「ビワハヤヒデの活躍が早ければナリタブライアンは自分のところにはやってこなかった」と述懐している。取引価格は山路によれば「2,400万か2,500万」円から「100万くらい」値引きしてもらった額であったという。

### 競走馬時代

#### 3歳（1993年）

##### 競走内容
1993年5月13日に日本中央競馬会 (JRA) の馬体検査を受け合格。同年5月19日、栗東トレーニングセンターの大久保正陽厩舎に入厩した。主戦騎手は南井克巳に決定した。その経緯について南井は、大久保に「君はダービーを勝ったことがあるか」と問われ、ないと答えたところ「じゃあうちの馬に乗ってダービーを勝ってくれないか」と持ちかけられたと述べている。ただし、大久保はこうしたやり取りがあったことを否定している。初めて騎乗した南井は、次のような思いを抱いたという。
8月15日、函館競馬場の新馬戦でデビューした。「ビワハヤヒデの弟」として注目を集め2番人気に支持されたが2着に敗れ、中1週で再び同競馬場の新馬戦に出走して初勝利を挙げた。その後、3戦目の重賞函館3歳ステークスと5戦目の重賞デイリー杯3歳ステークスではそれぞれ6着と3着に敗れたものの、4戦目のきんもくせい特別と6戦目の京都3歳ステークスを優秀な走破タイムで優勝した。1番人気に支持されたGI朝日杯3歳ステークスでは、序盤に馬群の中ほどにつけ第3コーナーで前方へ進出を開始する走りを見せ優勝。GI初優勝を達成し、同年のJRA賞最優秀3歳牡馬に選ばれた。

##### 気性面の問題と対策
デビュー後まもなく、気性面で2つの問題が現れた。1つは常にテンションが高く、特にレースが近づくとそれを察知し一層興奮する傾向があったことである。この問題に対処するために、大久保はローテーションの間隔を詰めて多くのレースに出走させることによって同馬のエネルギーを発散させ興奮を和らげようとした。ただしこの傾向は栗東トレーニングセンター内においてのみ表れた症状であり、のちに股関節炎を発症し早田牧場で休養していたときは大人しく、様子を見るために訪れた大久保が「牧場ではこんなに穏やかで優しい目をしているのか」と言ったほどであった。
2つ目の問題は生来臆病な性格であったために疾走中に自分の影を怖がり、レースにおいて走りに集中することができなかったことである。この問題はシャドーロールを装着させて下方の視界を遮ることによって解決され、初めてシャドーロールが装着された京都3歳ステークス以降のレースでは競馬評論家の大川慶次郎が「精神力のサラブレッド」と評するほどの優れた集中力を発揮するようになった。江面弘也はナリタブライアンがシャドーロールを装着するに至った経緯について、大久保の父である亀治がかつて管理していたパッシングゴールが鼻にシャドーロールを装着してから成績が安定したことを思い出したからだと述べている。
もっともシャドーロール装着以前から、関係者は同馬の素質を高く評価しており、大久保や南井は同馬が敗れたレースにおいてもその素質を賞賛するコメントを残した（ナリタブライアンの関係者による評価を参照）。

#### 4歳（1994年）

##### 競走内容
4歳となった初戦には、東京優駿（日本ダービー）を見据え東京競馬場のコースを経験させておこうという大久保の意向により、1994年2月14日の共同通信杯4歳ステークスが選ばれた。レースでは馬群の中ほどに控え、最後の直線入り口で早くも先頭に並びかけるとそのまま抜け出して優勝した。なお前日には兄のビワハヤヒデが京都記念を優勝しており、兄弟による連日の重賞制覇となった。
共同通信杯のあと、大久保はクラシック第一戦の皐月賞に向けスプリングステークスを経由して出走することを決定。この出走は気性面の問題に対処するためのものであった。レースでは第3コーナーで最後方からまくりをかけ優勝した。この時点で中央競馬クラシック三冠の可能性が取りざたされるようになり、皐月賞では単勝支持率49.8%、単勝オッズ1.6倍という圧倒的な1番人気に支持された。同レースではゴール前200メートルの地点から抜け出すと、中山競馬場芝2,000メートルのコースレコードを0.5秒破る走破タイムで優勝し、5連勝を達成するとともにクラシック一冠を獲得した（スプリングステークスおよび皐月賞に関する詳細については第54回皐月賞を参照）。
続く東京優駿では皐月賞の内容がファンによって高く評価され、単勝支持率・単勝オッズ共に皐月賞を上回る61.8%、1.2倍をそれぞれ記録して1番人気に支持された。同レースでは直線の長い東京競馬場でありながら、まくりをかけながらも直線に入って大外に持ち出し、出走馬の中でもっとも速い上がりを繰り出して優勝。クラシック二冠を達成した。レース後、野平祐二は自身が管理したシンボリルドルフと比較し、「これからいろいろあるだろうが、現時点ではブライアンが上かな」と評した。ただし野平は股関節炎を発症したあとのレースを見て、「ルドルフを超えたかな、と思ったときもありました」「あらためて、シンボリルドルフという馬の真価が、わかるような気がします」と評価を改めている（レースに関する詳細については第61回東京優駿を参照）。
東京優駿の後、夏場は札幌・函館の両競馬場において調整された。これは避暑を行うとともに厩舎スタッフが直接調整を行うための措置であった。通常、出走予定のない競走馬に両競馬場内の馬房が与えられることはないが、実績が考慮され、特例で許可された。9月4日の昼休みには函館競馬場内のパドックにおいてファンへの披露が行われた。北海道に滞在中、ナリタブライアンは大久保が「一時は菊花賞を回避することも考えた」と振り返るほど夏負けにより体調を崩し、調整に大幅な遅れが生じた。
秋初戦には菊花賞トライアル競走の京都新聞杯が選択された。単勝支持率77.8%、単勝オッズ1.0倍の圧倒的1番人気に支持されたが、北海道から栗東トレーニングセンターへ戻ったあと、それほど強い調教が課されていなかったことから体調面を懸念する声もあり「負けるとすればこのレース」とも言われた。レースでは最後の直線で一時先頭に立つも内から伸びてきたスターマンに競り負けて2着に敗れ、懸念が的中する形となった。そして迎えた菊花賞では、京都新聞杯出走後ナリタブライアンの体調は上向いたと判断され、クラシック三冠達成への期待も相まって単勝オッズ1.7倍の1番人気に支持された。レースでは、早めに抜け出すと後続を突き放し、芝状態は稍重だったにもかかわらず兄ビワハヤヒデが前年にマークしたレースレコードを更新する走破タイムで優勝し、日本競馬史上5頭目となるクラシック三冠を達成した。菊花賞でのレースぶりについて武豊は、「まず2,000メートルの競馬を走って勝って、そのまま別のメンバーと1,000メートルの競馬をやってぶっちぎったようなもの」と評している（京都新聞杯および菊花賞に関する詳細については第55回菊花賞を参照）。
古馬との初対戦となった有馬記念ではファン投票において17万8471票の票数を集め、当日は単勝オッズ1.2倍（2番人気のネーハイシーザーは12.3倍）の圧倒的な1番人気に支持された。レースでは4コーナーで早くも先頭に立つと、そのまま突き抜けて優勝（レースに関する詳細については第39回有馬記念を参照）。武豊は有馬記念を振り返った際、「2頭のスプリンターが陸上のリレーみたいにバトンタッチして走ったとしてもナリタブライアンには勝てなかったんじゃないですか」と述べている。
1994年の通算成績を7戦6勝・GI4勝とし、同年のJRA賞年度代表馬および最優秀4歳牡馬に選ばれた。年度代表馬選考において、投票総数172票のうち171票を獲得して選出されたが、1票のみノースフライトに投票されたため満票は逃した。最優秀4歳牡馬については、満票で選出された。年間総収得賞金は、史上最高額となる7億1,280万2,000円であった。

##### 幻に終わったビワハヤヒデとの兄弟対決
野平祐二が第54回皐月賞を「大人と子供の戦い」、東京優駿を「1頭だけ別次元」と評したように、クラシック三冠の序盤においてすでに同世代の競走馬を能力的に大きく凌ぐ存在として認識された。そのため1994年上半期の古馬中長距離路線において3戦3勝、GI2勝の成績を収めた兄ビワハヤヒデを最大のライバルとみなし、兄弟対決に期待するムードが高まった。ビワハヤヒデの管理調教師であった浜田光正は、皐月賞を優勝した際に本馬について「4歳春の時点での単純比較なら、すでにビワハヤヒデを超えている」と評し、「順調なら暮れの有馬記念で兄弟対決が避けられないからね」と語り、ビワハヤヒデが天皇賞（春）を優勝した時点で「弟があんな強い勝ち方をするんだから兄の面目にかけても負けられない。年度代表馬の座を賭けることになるだろう」というコメントを出した。東京優駿を勝利した直後には、「兄弟対決は絶対やりたい。それまでビワは放牧に出さずしっかり作るつもりです」と兄弟対決に強い意欲を示していた。一方、2頭の生産者である早田光一郎は、ナリタブライアンが皐月賞を勝った時点で「ビワハヤヒデよりも上」と評価していた。また武豊はビワハヤヒデが宝塚記念で圧勝した直後に「ナリタブライアンなら、もっとすごい勝ち方をしていたはず。現時点でもナリタブライアンの方が上。あの馬の強さはケタ違い」と語っている。
ビワハヤヒデ陣営は後半シーズン開始前にジャパンカップ不出走を表明したため、有馬記念における兄弟対決実現に期待が集まったが、ビワハヤヒデは天皇賞（秋）において発症した故障により引退を余儀なくされ、対決は実現しなかった。天皇賞から一週間後に行われた菊花賞において実況を行った杉本清は、最後の直線でナリタブライアンが先頭に立つと「弟は大丈夫だ」という言葉を数回挿みながらその模様を伝えた。
兄弟の比較について、野平祐二は「中距離では互角、長距離では心身両面の柔軟性に優れるナリタブライアンにやや分がある」と述べている。血統評論家の久米裕は2頭について「血統構成上は甲乙つけがたい」としたうえで、1,600 - 2,000メートルではビワハヤヒデが有利、2,400メートルでは互角、3,000 - 3,200メートルではナリタブライアンが有利と述べている。競馬評論家の大川慶次郎は有馬記念における対決が実現していた場合の結果について、「ビワハヤヒデが有馬記念に出ていたら勝っていたんじゃないか」と予想している。浜田は後に「相手は三冠馬。敬意を表すどころの存在ではないのですが、ハヤヒデの安定性をもってすれば、戦っても面白かったでしょうね」と述べ、ビワハヤヒデの主戦騎手であった岡部幸雄は自身の騎手引退後に出版した自著において「兄弟対決になってもブライアンをねじ伏せられた可能性も低くはなかっただろう」と述べている。

#### 5歳（1995年）

##### 競走内容
有馬記念後は放牧に出さず栗東トレーニングセンター内の厩舎で調整を行い、天皇賞（春）優勝を目指した。緒戦の候補には2月11日に大阪杯（4月2日施工）に出走することが報じられたが、「休み明けはゆったりしたペースの中で走らせたい」という大久保の意向により、同月23日に年が明けて初となる追い切りが行われた後に長距離戦である阪神大賞典（3月12日施行）にて始動することが明かされた。3月3日には、スポーツ紙が「6歳春に米GIに挑戦」と報じた。
1月に発生した兵庫県南部地震（阪神・淡路大震災）にともなう影響で京都で行われた同年の阪神大賞典において単勝元返しとなる圧倒的な1番人気(1.0倍)に支持され、生涯最速の上がり（3ハロン33.9秒）を繰り出し、直線で抜け出すと独走で優勝した。しかしレースから11日後の3月23日、腰に疲労が蓄積しているとの診断を受けた。厩舎スタッフは軽めの運動をさせつつ天皇賞（春）出走を目指したが、4月7日に右股関節炎（全治2か月）を発症していることが判明。天皇賞（春）への出走は断念された。
約1か月間厩舎で静養したのち早田牧場新冠支場で療養生活を送り、7月上旬から2か月にわたって函館競馬場内において調整が行われた。このとき軽い運動しか行われなかったため、マスコミによって体調不安が指摘された。この時期に函館競馬場でナリタブライアンを見た岡部幸雄は、「もうカムバックは難しいだろうなぁと思った」と述べている。8月27日には前年と同じく函館競馬場で昼休みにパドックを周回するファンサービスが行われた。9月に栗東トレーニングセンターに戻ったあとも約1か月間は負荷の強い調教が積極的に課されることはなく、体調不安や調教不足を指摘する声は根強かったが、大久保は天皇賞（秋）への出走を決定。1番人気に支持されたがレース終盤に失速し12着に敗れた（なお同レース出走に関する大久保への批判についてはローテーションを巡る批判を参照）。その後、ジャパンカップ・有馬記念に出走したがそれぞれ6、4着に敗れた。
なお、主戦騎手の南井は10月14日（天皇賞（秋）の2週間前）の京都第4競走・4歳以上500万下でタイロレンスに騎乗した際、発走前にゲート内での落馬により右足関節脱臼骨折（全治4か月）を負い騎乗が不可能となったため、天皇賞（秋）では的場均が、ジャパンカップ、有馬記念および翌年の阪神大賞典では武豊が騎乗した。

##### 股関節炎発症
前述のように阪神大賞典出走後の4月7日、右股関節炎を発症していることが判明した。故障を発症する2か月前の1995年2月、関西テレビ・フジテレビ系列で放送されていた視聴者参加型オークション番組『とんねるずのハンマープライス』に、関係者から提供されたナリタブライアンのたてがみ数十本が出品され、44万円で落札された。競馬社会では現役競走馬の馬のたてがみを切ることは縁起が悪いというジンクスが存在するが、実際に出品から2か月後の同年4月にナリタブライアンは故障を発症した。大久保は後にそのジンクスを念頭において、「ナリタブライアンが走らなくなったのはたてがみをとられてからだ」とコメントした。
復帰後の体調については、万全ではないという判断が多くなされた。大川慶次郎は天皇賞（秋）のあと、厩舎において同馬を見た際の印象について、「整体が狂っている、それもかなり重症ではないか」、「肉がまったくなく、全盛期を100とすれば60か70」と回顧している。大川は、体調が引退するまでに故障前の状態に戻ることはなかったと述べている。岡部幸雄は天皇賞（秋）出走時の状態について「全然、覇気がなかった」と評している。また、ジャパンカップにおいてランドに騎乗したマイケル・ロバーツは「本来のブライアンを知っているだけに、あの馬が以前の状態で出てきたら勝つのは難しいと思っていた。が、今日のブライアンは、私が記憶していたブライアンではなかったので、陣営には申し訳ないが、最初から敵ではないと見ていた」とコメントした。天皇賞（秋）から有馬記念にかけてのレースぶりについて、的場均と武豊はともに「途中まではいい感じだったが、直線で止まってしまった」とコメントした。大久保は復帰後のナリタブライアンの走りについて、「利口な馬だから一杯に走らないところがあったんじゃないかと思うんだ。加減して走っているというのかな。また傷めるんじゃないかと自分で考えて、これ以上の能力は出したくない、ってブレーキをかけているという感じだった」と述べている。

#### 6歳（1996年）

##### 競走内容

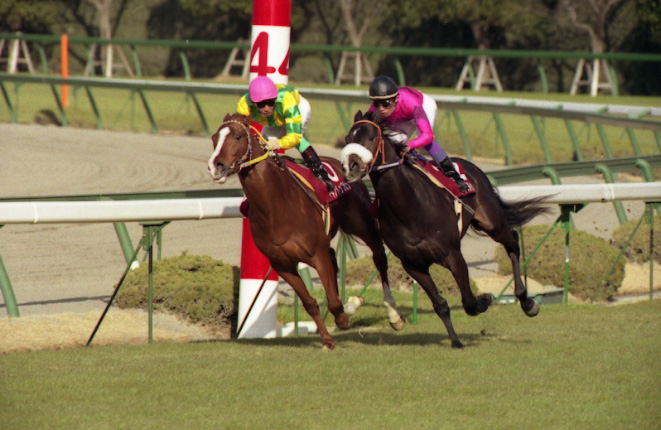
第44回阪神大賞典で並走するナリタブライアン（右）とマヤノトップガン（左）

1996年初戦には前年と同じく阪神大賞典が選択された。レースでは前年の年度代表馬マヤノトップガンをマッチレースの末に下し、同レース連覇を果たすとともに1年ぶりの勝利を挙げた。このレースについて調教師の大久保は「手に汗を握るほど興奮した」、調教助手の村田光雄は「あんなレースは初めて見た」と語り、大久保は「あのレースでは、たとえ負けていても、勝った相手を素直に祝福できたように思います」と述べている。この第44回阪神大賞典はしばしば日本競馬史上の名勝負のひとつに挙げられるが、その一方で名勝負とされていることを真っ向から否定する意見もある（レースに関する詳細については第44回阪神大賞典を参照）。
阪神大賞典を勝利したことによってナリタブライアンの復活が印象づけられ、復帰した南井が騎乗した天皇賞（春）では1番人気に支持されたが、レースではサクラローレルに差されて2着に敗れた。大久保はこのレースにおいて、折り合いを欠いたナリタブライアンを第3コーナーでスパートさせた南井の騎乗を「武豊が乗ったらあんなふうにかかっただろうか」と非難した（レースに関する詳細については第113回天皇賞を参照）。
天皇賞（春）のあと、陣営は宝塚記念優勝を目標に据えた。ここで大久保は宝塚記念の前に一度レースに出走させる方針を立て、芝スプリント戦のGI・高松宮杯に出走させることを決定し、5月5日に出走登録が行われた。中長距離の実績馬がスプリント戦に出走するのはきわめて異例のことであったため、この出走は話題を呼んだ。また、騎手は南井から武豊に変更された。レースでは終盤に追い上げるも4着に敗れた。このレースで賞金を加算したことでナリタブライアンの通算獲得賞金は10億2,691万6,000円となり、史上初めてドル換算で1,000万ドル以上の賞金を獲得し、メジロマックイーンを抜いて歴代1位（当時）となった（レースに関する詳細については第26回高松宮杯を、同レース出走に関する大久保への批判についてはローテーションを巡る批判を参照）。

##### 屈腱炎発症・引退
高松宮杯から約1か月後の6月19日、は右前脚に屈腱炎を発症したと診断された。同月28日に函館競馬場、8月には早田牧場新冠支場へ移送され、治療が行われた。大久保は復帰に強い意欲を見せていたが、9月に日刊スポーツが引退決定を報道。さらに読売新聞の取材に対して山路が引退を認めた。橋本全弘によると、この時期に大久保を除く関係者の間で引退に向けた話し合いが行われており、種牡馬となった際のシンジケート株の予約が開始されるなど引退へ向けた動きが起こっていたという。10月7日に大久保と山路、工藤の3者による話し合いが行われ、正式に引退が決定し、10日には栗東トレーニングセンターで正式な引退会見が行われた。なお、大久保は引退が決まったあともナリタブライアンを走らせることへの未練を口にしている。
11月9日には京都競馬場で、11月16日には東京競馬場で引退式が行われ、京都競馬場では菊花賞優勝時のゼッケン「4」を着け、東京競馬場では日本ダービー優勝時のゼッケン「17」を着けて引退式が行われた。関東と関西2か所で引退式が行われた競走馬はシンザン、スーパークリーク、オグリキャップに続きJRA史上4頭目であった。1997年には史上24頭目の顕彰馬に選出された。

### 引退後

#### 種牡馬となる
1997年に生まれ故郷である新冠町のCBスタッド（早田牧場の傘下）で種牡馬となり、内国産馬として史上最高額となる20億7,000万円のシンジケート（1株3,450万円×60株）が組まれた。1997年には81頭、1998年には106頭の繁殖牝馬と交配された。交配相手にはアラホウトクやファイトガリバーといった牝馬クラシックホース、アグサン（ビワハイジの母）やモミジダンサー（マーベラスサンデーの母）など繁殖実績の高い輸入馬、スカーレットブーケといった国内外の良血繁殖牝馬が集められた。

#### 胃破裂により死亡
1998年6月17日、疝痛を発症し、三石家畜診療センターで診察を受けた結果腸閉塞を発症していることが判明した。緊急の開腹手術が行われ、いったんは快方に向かったが、9月26日午後に再び疝痛を起こした。CBスタッドから50分ほど離れていた三石家畜診療センターに運び込まれた際にはすでに胃破裂を発症しており、開腹手術を行ったものの手遅れであった。9月27日に安楽死の措置がとられた。
早田光一郎によれば、疝痛を起こした日の昼までは、ちょうどスタッドを訪れていた山路秀則と早田を前に、機嫌がよさそうな様子を見せていた。夜になって突然疝痛の症状が現れたあとも、診療センターに付き添ったスタッド場長の佐々木功は「すぐに帰れる」と踏んでいたが、夜が明けても疝痛は治まらず、開腹した際に腸捻転と胃破裂が発見された。佐々木は獣医師から「どうにもならない」と告げられたという。診療センターに運び込まれる直前、前脚で地面を掻き込む動作をした後に横になって自分の腹をのぞき込むような素振りを見せ、佐々木は「我慢強い馬で頑張り屋だから、痛くても無理をしていたのかもしれない」と語っている。なお、馬房には監視カメラも設置されており、夜には佐々木自ら見回りも行っていた。

### 死後
9月27日にCBスタッドの敷地内に埋葬された。同年10月2日にはCBスタッドにて追悼式が行われ、関係者・ファンおよそ500人が参列した。
死後、1999年9月に栗東トレーニングセンター内に馬像が建立された。また、CBスタッド場長の佐々木功は、ナリタブライアンが使用していた馬房は「永久欠番」にすることを明かした。命日にあたる2000年9月27日にナリタブライアン記念館が開館した（2008年9月30日閉館）。中央競馬クラシック三冠達成から10年後の2004年10月、JRAゴールデンジュビリーキャンペーンの「名馬メモリアル競走」の一環として「ナリタブライアンメモリアル」が同年の菊花賞施行日に京都競馬場にて施行された（優勝馬ハットトリック）。

## 成績

### 競走成績
| 年月日 | 年月日 | 年月日 | 競馬場 | 競走名           | 格      | 頭 数 | 枠 番 | 馬 番 | オッズ （人気） | 着順 | 騎手     | 斤量 | 距離（馬場）  | タイム （上がり3F） | 着差 | 勝ち馬/（2着馬）       |
| ------ | ------ | ------ | ------ | ---------------- | ------- | ----- | ----- | ----- | --------------- | ---- | -------- | ---- | ------------- | ------------------- | ---- | ---------------------- |
| 1993   | 08.    | 15     | 函館   | 3歳新馬          |         | 8     | 8     | 8     | 02.9（2人）     | 02着 | 南井克巳 | 53   | 芝1200m（重） | 01:13.7 (37.3)      | 00.2 | ロングユニコーン       |
|        | 08.    | 29     | 函館   | 3歳新馬          |         | 9     | 6     | 6     | 02.0（1人）     | 01着 | 南井克巳 | 53   | 芝1200m（重） | 01:12.8 (37.4)      | -1.4 | （ジンライ）           |
|        | 09.    | 26     | 函館   | 函館3歳S         | GIII    | 9     | 5     | 5     | 03.8（2人）     | 06着 | 南井克巳 | 53   | 芝1200m（重） | 01:14.9 (39.6)      | 00.8 | マリーゴッド           |
|        | 10.    | 24     | 福島   | きんもくせい特別 | 500万下 | 9     | 6     | 6     | 01.7（1人）     | 01着 | 清水英次 | 53   | 芝1700m（良） | 01:43.1 (36.0)      | -0.5 | （ランセット）         |
|        | 11.    | 06     | 京都   | デイリー杯3歳S   | GII     | 15    | 4     | 6     | 04.2（2人）     | 03着 | 南井克巳 | 54   | 芝1400m（良） | 01:22.7 (35.1)      | 00.7 | ボディーガード         |
|        | 11.    | 21     | 京都   | 京都3歳S         | OP      | 8     | 6     | 6     | 02.0（1人）     | 01着 | 南井克巳 | 55   | 芝1800m（良） | R1:47.8 (34.6)      | -0.5 | （テイエムイナズマ）   |
|        | 12.    | 12     | 中山   | 朝日杯3歳S       | GI      | 14    | 5     | 8     | 03.9（1人）     | 01着 | 南井克巳 | 54   | 芝1600m（良） | 01:34.4 (35.7)      | -0.6 | （フィールドボンバー） |
| 1994   | 02.    | 14     | 東京   | 共同通信杯4歳S   | GIII    | 10    | 2     | 2     | 01.2（1人）     | 01着 | 南井克巳 | 57   | 芝1800m（良） | R1:47.5 (35.1)      | -0.7 | （アイネスサウザー）   |
|        | 03.    | 27     | 中山   | スプリングS      | GII     | 10    | 2     | 2     | 01.2（1人）     | 01着 | 南井克巳 | 56   | 芝1800m（良） | 01:49.1 (35.6)      | -0.6 | （フジノマッケンオー） |
|        | 04.    | 17     | 中山   | 皐月賞           | GI      | 18    | 1     | 1     | 01.6（1人）     | 01着 | 南井克巳 | 57   | 芝2000m（良） | R1:59.0 (35.8)      | -0.6 | （サクラスーパーオー） |
|        | 05.    | 29     | 東京   | 東京優駿         | GI      | 18    | 8     | 17    | 01.2（1人）     | 01着 | 南井克巳 | 57   | 芝2400m（良） | 02:25.7 (36.2)      | -0.9 | （エアダブリン）       |
|        | 10.    | 16     | 阪神   | 京都新聞杯       | GII     | 10    | 6     | 6     | 01.0（1人）     | 02着 | 南井克巳 | 57   | 芝2200m（良） | 02:12.2 (34.5)      | 00.1 | スターマン             |
|        | 11.    | 06     | 京都   | 菊花賞           | GI      | 15    | 3     | 4     | 01.7（1人）     | 01着 | 南井克巳 | 57   | 芝3000m（稍） | R3:04.6 (34.3)      | -1.1 | （ヤシマソブリン）     |
|        | 12.    | 25     | 中山   | 有馬記念         | GI      | 13    | 7     | 11    | 01.2（1人）     | 01着 | 南井克巳 | 55   | 芝2500m（良） | 02:32.2 (34.8)      | -0.5 | （ヒシアマゾン）       |
| 1995   | 03.    | 12     | 京都   | 阪神大賞典       | GII     | 11    | 1     | 1     | 01.0（1人）     | 01着 | 南井克巳 | 58   | 芝3000m（良） | 03:08.2 (33.9)      | -1.1 | （ハギノリアルキング） |
|        | 10.    | 29     | 東京   | 天皇賞（秋）     | GI      | 17    | 4     | 7     | 02.4（1人）     | 12着 | 的場均   | 58   | 芝2000m（良） | 01:59.4 (35.7)      | 00.6 | サクラチトセオー       |
|        | 11.    | 26     | 東京   | ジャパンC        | GI      | 14    | 2     | 3     | 03.7（1人）     | 06着 | 武豊     | 57   | 芝2400m（良） | 02:25.3 (35.4)      | 00.7 | ランド                 |
|        | 12.    | 24     | 中山   | 有馬記念         | GI      | 12    | 6     | 8     | 03.8（2人）     | 04着 | 武豊     | 57   | 芝2500m（良） | 02:34.1 (35.6)      | 00.5 | マヤノトップガン       |
| 1996   | 03.    | 09     | 阪神   | 阪神大賞典       | GII     | 10    | 2     | 2     | 02.1（2人）     | 01着 | 武豊     | 59   | 芝3000m（良） | 03:04.9 (34.5)      | 00.0 | （マヤノトップガン）   |
|        | 04.    | 21     | 京都   | 天皇賞（春）     | GI      | 16    | 2     | 4     | 01.7（1人）     | 02着 | 南井克巳 | 58   | 芝3200m（良） | 03:18.2 (35.5)      | 00.4 | サクラローレル         |
|        | 05.    | 19     | 中京   | 高松宮杯         | GI      | 13    | 4     | 5     | 04.3（2人）     | 04着 | 武豊     | 57   | 芝1200m（良） | 01:08.2 (34.2)      | 00.8 | フラワーパーク         |

- タイム欄のRはレコード勝ちを示す。
- 上記「競走成績」の内容は、netkeiba.com「ナリタブライアンの競走成績」に基づく[102]。

### 種牡馬成績
| 年度             | 2000年 | 2001年    | 2002年    | 2003年    | 2004年    | 2005年 | 2006年 | 2007年 |
| 順位（JRA）      | 223位  | 58位      | 38位      | 57位      | 134位     | 139位  | 234位  | -      |
| 順位（全国）     | 290位  | 83位      | 54位      | 68位      | 151位     | 156位  | 274位  | -      |
| AEI（全国）      | 1.26   | 0.85      | 1.15      | 1.42      | 0.90      | 1.19   | 0.99   | -      |
| 総出走頭数       | 17     | 89        | 119       | 59        | 34        | 19     | 7      | 2      |
| 総勝ち頭数       | 6      | 27        | 49        | 28        | 16        | 7      | 3      | 1      |
| 総獲得賞金（円） | 4923万 | 3億1864万 | 4億6186万 | 3億2570万 | 1億1727万 | 8529万 | 2748万 | 89万   |

- 産駒数/種付け数： 151/186頭

ナリタブライアンは2世代にわたり産駒を残しており、死亡から2年後の2000年に1世代目が、翌2001年に2世代目がデビューした。しかし、重賞を勝つ馬は出なかった（重賞ではマイネヴィータ・ダイタクフラッグが記録した2着、GIでは2002年皐月賞でダイタクフラッグが記録した4着が最高着順）。また、1頭も後継種牡馬を残すことができなかった。
牝馬は多数繁殖入りしており、2005年5月24日に道営でインスパイアローズが孫として初勝利した。2010年にはオールアズワンが札幌2歳ステークスで母父として初めて重賞制覇した。孫は海外でも限定的ながら活躍しており、2010年2月24日にはGolden Diveがゴスフォードで勝利したのをはじめ、重賞でもPerignonが2016年のライトフィンガーズステークスを勝利している。このほかHollyweirdがオーストラリアの重賞で3着に入っている。

#### おもな産駒
- マイネヴィータ - 札幌2歳ステークス2着、フラワーカップ2着、阪神ジュベナイルフィリーズ5着
- ダイタクフラッグ - 毎日杯2着、皐月賞4着（クラシック三冠競走すべてに出走した唯一の産駒）
- ブライアンズレター - 中央競馬36戦7勝（松籟ステークス、御堂筋ステークスなど）、地方競馬7戦5勝。中央競馬の古馬オープンクラスに進んだ唯一の産駒。また、産駒の中央競馬での最後の勝利を挙げている（2006年2月25日、阪神10R）。ちなみに、最初に種付けされた産駒（出産は最初ではない）である。

#### 母の父としての主な産駒
- Perignon（G2ライトフィンガーズS、3着-Glフライトステークス）
- オールアズワン（札幌2歳ステークス）
- マイネルハニー（チャレンジカップ）
- Hollyweird（3着-G3サラブレッドクラブS）
- フィオーレハーバー（菊水賞、園田ジュニアカップ、園田ユースカップ）
- マルヨスーパーラブ（オッズパーク・ファンセレクションin笠松）
- メジャーサイレンス（桃花賞）
- Confident（5勝）

## 特徴・評価

### 身体面に関する特徴・評価
前述のように、ナリタブライアンの初期調教を担当した其浦三義は、バネや背中の柔らかさ、敏捷性において半兄のビワハヤヒデをはるかに超える素質を感じたと述べている。競走馬時代に主治医を務めていた獣医師の富岡義雄は、筋肉の柔らかさを特徴として挙げている。
岡田繁幸はナリタブライアンの馬体について「20年に一頭の馬体と筋肉の持ち主」と評し、パドックで初めて見たときに「背筋が寒くなったことを覚えているよ」と語っている。吉川良によると第55回菊花賞の前日、岡田は吉川に対し「ナリタブライアンは理想の馬だな。ああいう馬を作りたくて苦労してるわけさ。馬体のバランスも、筋肉の質も、走り方も、すべて理想にかなってる」と語ったという。
ナリタブライアンの装蹄を担当していた山口勝之によると、ナリタブライアンの4つの蹄は大きさがほぼ同じで、装着した蹄鉄が4つとも同じように擦り減っていったという（通常は減り方が蹄によって異なる）。山口は、4つの蹄の大きさが同じなのは身体のバランスがとれている証だと述べている。なお5歳時に右股関節炎を発症したあと、函館競馬場で山口が蹄を見ると、右後脚の蹄だけがほかの3つよりも小さくなっていたという。山口は、股関節炎の痛みを庇ってそうなったのだろうと推測している。蹄は2か月ほどで元に戻ったという。大久保厩舎の関係者によると、通常サラブレッドの蹄は縦に長い楕円形の形が多いが、ナリタブライアンの蹄は幅が広い球型に近く、土踏まずの部分が広くて内側がくぼんでいたという。そのため土にあたることが少ないため、不良馬場での勝負になっても不利がなかったという。

### 知能・精神面に関する特徴・評価
前述のように、ナリタブライアンは興奮しやすく、かつ臆病な気性の持ち主であった。陣営は前者についてはローテーションの間隔を詰めて多くのレースに出走させ、同馬のエネルギーを発散させることによって、後者についてはシャドーロールを装着して下方の視界を遮ることによって（疾走中に自分の影を怖がることがないよう）解決を図った。なお大川慶次郎によると、ナリタブライアンは競走馬生活の途中で精神的に成長し、シャドーロールを装着しなくとも走りに集中できるようになったが、そのときにはシャドーロールがナリタブライアンのトレードマークになっていたという。主戦騎手の南井も、1995年初めに受けたインタビューで「シャドーロールをとっても問題ないと思う」「（シャドーロールは）今ではマスコットがわりのようなもの」と述べている。ナリタブライアンは4歳の春から、調教の際にはシャドーロールを外していた。大久保は皐月賞後に、レースでシャドーロールをつけ続けたのは「縁かつぎ」と「識別しやすい」ためと答えている。シャドーロールはナリタブライアンの代名詞的存在となり、「シャドーロールの怪物」と称された。
南井によるとデビューした頃のナリタブライアンは、若さからかレースの途中で体のバランスが取れなくなって崩れる傾向があったというが、レース経験を経ていくごとにその若さがなくなっていき、馬込みの中でも他馬を気にしなくなっていったという。また、南井はオグリキャップとナリタブライアンを比較した際、オグリキャップはレース間隔をあけて使うと優れた瞬発力を発揮し、数多くレースに使うと4コーナーで力を失うことがあったが、ナリタブライアンはそのようなことがなく、「行けといった時には来るんです」と述べている。
ナリタブライアンは学習能力が高く、一度理解した物事に関しては怖がる素振りを見せなかった。種牡馬時代に繋養されていたCBスタッド場長の佐々木功は、自分たちが教えることがほとんど無かったといい、一度教えたことはちゃんと理解しており、頭が良すぎてこちらが下手なことを考えていると近づけない怖さがナリタブライアンにはあったという。また「仕事（種付け）が終わった後にはさっと帰るスマートさ」を持ち合わせていたといい、「扱う方としてはものすごく楽な馬だったよ」と振り返っている。

### レーススタイルに関する特徴・評価
主戦騎手の南井は、ナリタブライアンの競走馬としての長所を「いい脚を長く使えること」と評している。レースでは優れた集中力を発揮し、「ほかをぶっちぎって勝つ」、「暴力的」と称された。ただし、2着馬との差を大きく引き離す勝ち方に大久保は恐れを感じていたといい、「お客さんは喜んだかもしれないけれど、私は怖かった。あれだけの勝ち方をするとやっぱり馬にはこたえる。疲労も蓄積されていきます。そんなに大差で勝たなくていい、シンザンみたいにちょっと（の着差）でいいんだと、南井君にはいつも話していました」と述べている。

### 競走能力に関する評価
ナリタブライアンの関係者はデビュー前からナリタブライアンに高い素質を感じていた。デビュー戦の直前期に調教で騎乗した南井は、加速の仕方がオグリキャップと似ていたことから「これは走る」という感触を得ていた。また、調教助手の村田光雄は、初めて調教のために騎乗したときに「これはモノが違うかもしれない」と感じた。ただしマスコミに対しては高評価を与えた馬ほど走らないというジンクスを意識して「ビワハヤヒデと比べるのはかわいそう」などと控え目なコメントを出し続けた。
デビュー後も関係者は高い評価を与え続けた。南井はデビュー戦で2着に敗れたにもかかわらず、「この馬はすごい」と評した。その後も南井はナリタブライアンに高い評価を与え続け、東京優駿優勝後には「今まで乗った馬の中で一番強いんじゃないか」とコメントした。大久保はデビュー戦のあと、「この馬は強い。モノが違う」と絶賛し、早田に対し初勝利を挙げた2戦目のレース後に「この馬は、兄を超えますよ」、函館3歳ステークスでは6着に敗れたにもかかわらず「これはビワハヤヒデより上に行くよ」、「凄い馬ですね。間違いなく大物になります」と語った。さらにスプリングステークスを優勝した際「ダービーを勝てそうか」と問われ、「まあいけるんじゃないの」と答えた。きんもくせい特別で騎乗した清水英次は「（騎乗経験がある）ナリタタイシンの今頃よりも乗りやすい。とにかく器が違う」と評した。また騎手引退後には、自身が騎乗した中でトウメイと並んで最も賢い競走馬だったと評した。武豊は、他の競走馬に騎乗してブライアンと対戦した際の感想として、「全然勝てる気がしない。ナリタブライアンに負けても仕方がないと納得してしまう」、「あの馬を敵に回していたころは、5馬身差の負けが10馬身にも20馬身にも感じられた」とコメントしている。1995年のジャパンカップでの騎乗を前に初めて調教で跨った際には「乗っていて気持ちいい、凄いバネがあるし、力強い」、「あんなにバランスのいい走りをする馬は、そうはいませんよ」と語り、レース直前に受けたインタビューにおいては、当年の英ダービー、キングジョージ、凱旋門賞の「ヨーロッパ三冠」を制したラムタラが出走したら、という問いに対して「ナリタブライアンがまともな状態で出たとしたら、いくらラムタラとはいえ、簡単には勝てないと思う」と見解を示している。
その他の競馬関係者による評価を見ると、オリビエ・ペリエは「印象に残る馬」の1頭としてナリタブライアンを挙げ、「この馬の競馬ぶりは本当に衝撃的だった」「全盛時の走りは世界クラスだった」と述べている。岡田繁幸はナリタブライアンの3歳時に「来年のクラシックは全部ナリタブライアンが持っていっちゃうだろうなあ。ウチの馬（マイネルの馬）の出番はないよ。悔しいけど、認めざるを得ないなあ……」と語った。野平祐二は前述のように東京優駿のレース後、自身が管理したシンボリルドルフと比較して「これからいろいろあるだろうが、現時点ではブライアンが上かな」と評したが、股関節炎を発症したあとのナリタブライアンのレースを見て、「ルドルフを超えたかな、と思ったときもありました」「あらためて、シンボリルドルフという馬の真価が、わかるような気がします」と評価を改めている。杉本清はクラシック3戦において皐月賞を3馬身半、東京優駿を5馬身、菊花賞を7馬身と2着馬との着差を広げていって非常に強くなっていった馬という印象があったといい、「こんなに強くなるのか」という気持ちがあったと述べている。岡部幸雄は「あの馬は気持ちをガッと表に出すタイプじゃないから、傍から見てもわからない部分が多いんだよね。シラッとして、なんとなく走って、それでいてすごい結果を出す馬」と評している。 「Sports Graphic Number」が1999年に行った「ホースメンが選ぶ20世紀最強馬」でナリタブライアンはシンザン、シンボリルドルフに次ぐ3位に選出されたが、本馬に投票した松元省一は、「（自身が調教師として管理した）トウカイテイオーが一番競馬をしたくなかった馬だった」と評している。

### 競走馬名および愛称・呼称
競走馬名「ナリタブライアン」の由来は、馬主の山路秀則が大久保正陽厩舎への預託馬に使用していた冠名「ナリタ」に父ブライアンズタイムの馬名の一部「ブライアン」を加えたものである。
愛称・呼称については、「ブライアン」が一般的で、ナリブーとも呼ばれた。厩務員の村田光雄は「ブー」と呼んでいた。また、前述のように気性改善のために装着したシャドーロールが代名詞的存在となったことから「シャドーロールの怪物」とも呼ばれた。クラシック三冠を含むかつての八大競走を4勝していることから「四冠馬」とも称される。

### 投票・フリーハンデにおける評価
競馬ファンによる投票での評価をみると、2000年にJRAが行った「20世紀の名馬大投票」において3万7,798票を獲得し、1位となった。2010年にJRAが行った「未来に語り継ぎたい不滅の名馬」では第3位（1位はディープインパクト）、2015年・2024年にJRAがそれぞれ行った「未来に語り継ぎたい名馬BEST100」では、2015年は第6位、2024年は第8位となっている（1位は両年度ともにディープインパクト）。2015年の「未来に語り継ぎたい名馬BEST100」に選出された各馬のベストレースのファン投票においては、ナリタブライアンは1994年の菊花賞が投票率33.5%で第1位、以下1994年の東京優駿が23.9%、1996年の阪神大賞典が21.1%という結果となっている。
現役時代には東京優駿で、当時としてはハイセイコーの66.6%に次いで同レース史上2番目に高い61.8%の単勝支持率を集めた。また、同レース単勝馬券の配当額120円はシンボリルドルフの130円を下回り、当時としては同レース史上最低のものであった。
競馬関係者による投票での評価をみると、雑誌『Sports Graphic Number』（『Number PLUS』1999年10月号）が競馬関係者を対象に行った「ホースメンが選ぶ20世紀最強馬」で3位となった（1位はシンザン）。
全日本フリーハンデでは、三冠を達成した1994年に129ポイントを獲得している。これはシンボリルドルフの128ポイントを上回り、日本の4歳馬としては当時史上最高の評価である。

## ローテーションを巡る批判
ナリタブライアンのローテーションの組み方をめぐっては、しばしばマスコミによる批判の対象となった。調教師の大久保はそうした報道やマスコミの報道姿勢に反発し、取材拒否をするなど、両者の関係は必ずしも良好とはいえなかった。
尚、ナリタブライアンは出走レース数（21戦）と敗戦数（9敗）が、歴代のクラシック三冠達成馬の中では最も多かった。2011年にクラシック三冠を達成したオルフェーヴルも通算成績がナリタブライアンと全く同じ21戦12勝で9敗を喫し、2頭は共に三冠を達成するまでの間に4敗を喫している。

### 3歳時のローテーションに関して
レースに出走させすぎであるという批判はナリタブライアンが頭角を現すようになった当初から根強く、共同通信杯後にスプリングステークスに出走したことで批判が起こるようになった。一例として、岡部幸雄は5歳時に故障を発症したのは3歳時のキツいローテーションのツケであると述べている。一方、大久保は「レースに出走させることによって競走馬を強くする」という持論によってローテーションを正当化している。また早田は前述の気性面の問題を解消するための措置であったと大久保を擁護した。

### 天皇賞（秋）出走に関して
前述のように体調不安や調教の不足が指摘されていたにもかかわらず大久保が出走を決断して大敗したため、出走を批判するマスコミが多かった。特に大川慶次郎は、「『あれほどの馬を状態が悪いのに使ってくるわけがない』と信じていたが間違いは調教師自身の見識にあった」「あれだけの馬を調教代わりにレースに使うのは間違いである」と大久保を強く批判し、その後のジャパンカップと有馬記念を含め5歳秋における一連の出走について「関係者はよってたかってナリタブライアンをただの平凡な馬に蹴落とそうとしているのではないか」という思いを抱いたと述べている。また岡部幸雄は出走に関して、「ああいう使い方だとミソをつけてしまう」「あれだけ強かった馬の価値をただの馬に下げてしまう」「結局、日本人の感覚って、そんなもの」と批判した。
これに対し大久保は「レースに出走させることによって競走馬を鍛えるという信念に基づく出走であった」「調教の動きがよかったので出走させた」、「天皇賞（秋）に出走したことによりジャパンカップと有馬記念では成績は上昇しているので間違いだったとは思わない」としている。なお大久保は天皇賞（秋）の直後からジャパンカップ直前期までの間、ナリタブライアンの体調に関するコメントを出さないことにより限定的な取材拒否を行った。

### 高松宮杯出走に関して
高松宮杯出走に関してはレースの前後を通じ、ナリタブライアンの距離適性の面から出走を疑問視ないし批判するマスコミが多かった。
大久保は出走を決断した理由について、2000年には「結局な、自分で走るのを加減している、というところがあったわけだろ。長いところを走ればそれだけ負担もたくさんかかる、ということだ。だったら、短いところを使ってみたらいいんじゃないか、と考えたわけ」と発言している。しかし、2006年には天皇賞（春）ではナリタブライアンは思い切り走っていたとして、むしろ「本当に強い馬は距離やコース形態を問わず勝てるはずだ」という信念が強く反映された出走であったと述べている。さらに、世間をあっといわせたかった、中京競馬場には一度も出走させていなかったためファンサービスの意味合いもあったとしている。これに対し大川は「本当に強い馬は距離に関係なく勝てるはずだ」という思想は競馬番組の距離体系が整備されていなかった昔の考えであり、ひどい時代錯誤だと批判した。藤野広一郎は、「ひとのエゴによって悲しきピエロにまで貶められた偉大な馬のプライドは、いったい、誰によって償われるのか」と非難した。南井克己は高松宮杯出走について、「あれだけの偉大な馬を、ああいう使い方するのは、どうかな、と思った。だって、歴史に残る馬なんだもん。キズつくような使い方はさ…。まあ、今は大久保先生と同じ、馬を使う立場だからね。今だからこそ言えることでさ」と述べている。
なお、高松宮杯では前述のように、南井から武豊への騎手の乗り替わりが行われた。その理由について大久保は当初、「天皇賞で2着に負けたから交代したわけじゃない」「ブライアンが元気なうちにお礼として武豊に騎乗してもらおうと思って」と説明していたが、橋本全弘は南井が降板させられたのだとしている。大久保は2000年に受けたインタビューで高松宮杯について語った際に「南井君には申し訳ないことをした」と発言したが、この騎手交代について大川慶次郎は、「南井ほどの、しかもナリタブライアンと一対のパートナーであった騎手を一度の騎乗ミスを理由にないがしろにすることは許されるものではない」という主旨の批判を行った。

## 血統

### 血統構成・背景
ナリタブライアンの両親（父ブライアンズタイム、母パシフィカス）は、ともに本馬の生産者である早田光一郎が輸入したサラブレッドである（輸入の詳細な経緯についてはそれぞれの項目を参照）。
早田は生産した馬が種牡馬や繁殖牝馬となった際に近親交配を避けやすいという理由からアウトブリードの交配を好み、ナリタブライアンについて両親がともに血統表を5代遡ってもインブリードを持たず、かつ互いを交配させて誕生する馬の血統表を5代遡ってもインブリードを持たないという認識のもとに交配がなされた。早田は、ナリタブライアンがデビュー当初数多くのレースに出走できた丈夫さをアウトブリードによるものだとしている。3歳時に朝日杯を優勝した時点では三冠競走の全てを勝利する馬とは思われていなかったが、半兄のビワハヤヒデが菊花賞を勝利していたこともあって血統面での評価も上がっていった。木村幸治は、早田が1989年にノーザンダンサーを祖先に持たないという理由でブライアンズタイムを、ノーザンダンサーの産駒であるという理由でパシフィカスを購入した事実について、「この男の意図が、ナリタブライアンという馬の誕生をもたらしたことだけは明らかである。決して偶然ではなく―」と述べている。

### 血統表
血統表およびその見方については競走馬の血統#血統表を参照。
| ナリタブライアンの血統                          | ナリタブライアンの血統           | ナリタブライアンの血統 | （血統表の出典） | （血統表の出典） |
| 父系                                            | ロベルト系                       | ロベルト系             | ロベルト系       | [ § 2 ]          |
| 父 *ブライアンズタイム Brian's Time 1985 黒鹿毛 | 父の父Roberto 1969 鹿毛          | Hail to Reason         | Turn-to          | Turn-to          |
| 父 *ブライアンズタイム Brian's Time 1985 黒鹿毛 | 父の父Roberto 1969 鹿毛          | Hail to Reason         | Nothirdchance    |                  |
| 父 *ブライアンズタイム Brian's Time 1985 黒鹿毛 | 父の父Roberto 1969 鹿毛          | Bramalea               | Nashua           | Nashua           |
| 父 *ブライアンズタイム Brian's Time 1985 黒鹿毛 | 父の父Roberto 1969 鹿毛          | Bramalea               | Rarelea          |                  |
| 父 *ブライアンズタイム Brian's Time 1985 黒鹿毛 | 父の母Kelley's Day 1977 鹿毛     | Graustark              | Ribot            | Ribot            |
| 父 *ブライアンズタイム Brian's Time 1985 黒鹿毛 | 父の母Kelley's Day 1977 鹿毛     | Graustark              | Flower Bowl      |                  |
| 父 *ブライアンズタイム Brian's Time 1985 黒鹿毛 | 父の母Kelley's Day 1977 鹿毛     | Golden Trail           | Hasty Road       | Hasty Road       |
| 父 *ブライアンズタイム Brian's Time 1985 黒鹿毛 | 父の母Kelley's Day 1977 鹿毛     | Golden Trail           | Sunny Vale       |                  |
| 母 *パシフィカス Pacificus 1981 鹿毛            | 母の父Northern Dancer 1961 鹿毛  | Nearctic               | Nearco           | Nearco           |
| 母 *パシフィカス Pacificus 1981 鹿毛            | 母の父Northern Dancer 1961 鹿毛  | Nearctic               | Lady Angela      |                  |
| 母 *パシフィカス Pacificus 1981 鹿毛            | 母の父Northern Dancer 1961 鹿毛  | Natalma                | Native Dancer    | Native Dancer    |
| 母 *パシフィカス Pacificus 1981 鹿毛            | 母の父Northern Dancer 1961 鹿毛  | Natalma                | Almahmoud        |                  |
| 母 *パシフィカス Pacificus 1981 鹿毛            | 母の母Pacific Princess 1973 鹿毛 | Damascus               | Sword Dancer     | Sword Dancer     |
| 母 *パシフィカス Pacificus 1981 鹿毛            | 母の母Pacific Princess 1973 鹿毛 | Damascus               | Kerala           |                  |
| 母 *パシフィカス Pacificus 1981 鹿毛            | 母の母Pacific Princess 1973 鹿毛 | Fiji                   | Acropolis        | Acropolis        |
| 母 *パシフィカス Pacificus 1981 鹿毛            | 母の母Pacific Princess 1973 鹿毛 | Fiji                   | Riffi            |                  |
| 母系(F-No.)                                     | 13号族(FN:13-a)                  | 13号族(FN:13-a)        | 13号族(FN:13-a)  | [ § 3 ]          |
| 5代内の近親交配                                 | なし                             | なし                   | なし             | [ § 4 ]          |
| 出典                                            | 1. 2. 3. 4.                      | 1. 2. 3. 4.            | 1. 2. 3. 4.      | 1. 2. 3. 4.      |

### 近親
- 半兄 ビワハヤヒデ - 菊花賞、天皇賞（春）、宝塚記念
- 全弟 ビワタケヒデ - ラジオたんぱ賞
- 従妹 ファレノプシス - 桜花賞、秋華賞、エリザベス女王杯
- 従弟 キズナ - 東京優駿
- 祖母 パシフィックプリンセス - デラウェアオークスなど
- 曾祖母 フィジー - コロネーションステークス